# Marcela Podracká
Marcela Podracká (ur. 13 marca 1970) – słowacka lekkoatletka, która początkowo reprezentowała Czechosłowację i specjalizowała się w wielobojach.
W 1988 była dziewiąta podczas mistrzostw świata juniorów, a rok później zdobyła w siedmioboju brązowy medal mistrzostw Europy juniorów. Odległe miejsca zajmowała w 1993 na mistrzostwach świata oraz w 1994 na mistrzostwach Europy. W 1995 była dwunasta podczas halowych mistrzostw świata. Uczestniczka pucharu Europy w wielobojach oraz medalistka mistrzostw Czechosłowacji, Czech oraz Słowacji tak w hali jak i na stadionie.
Rekordy życiowe: stadion (siedmiobój) – 6046 pkt. (9 sierpnia 1994, Helsinki) rekord Słowacji; hala (pięciobój) – 4307 pkt. (24 lutego 1990, Praga) były rekord Słowacji.

## Osiągnięcia
| Rok  | Impreza                     | Miejsce         | Konkurencja | Pozycja     | Wynik     |
| ---- | --------------------------- | --------------- | ----------- | ----------- | --------- |
| 1988 | Mistrzostwa świata juniorów | Greater Sudbury | siedmiobój  | 9. miejsce  | 5466 pkt. |
| 1989 | Mistrzostwa Europy juniorów | Varaždin        | siedmiobój  | 3. miejsce  | 5960 pkt. |
| 1993 | Mistrzostwa świata          | Stuttgart       | siedmiobój  | 16. miejsce | 5902 pkt. |
| 1994 | Mistrzostwa Europy          | Helsinki        | siedmiobój  | 11. miejsce | 6046 pkt. |
| 1995 | Halowe mistrzostwa świata   | Barcelona       | pięciobój   | 12. miejsce | 3642 pkt. |